# Vestit simulador d'envelliment

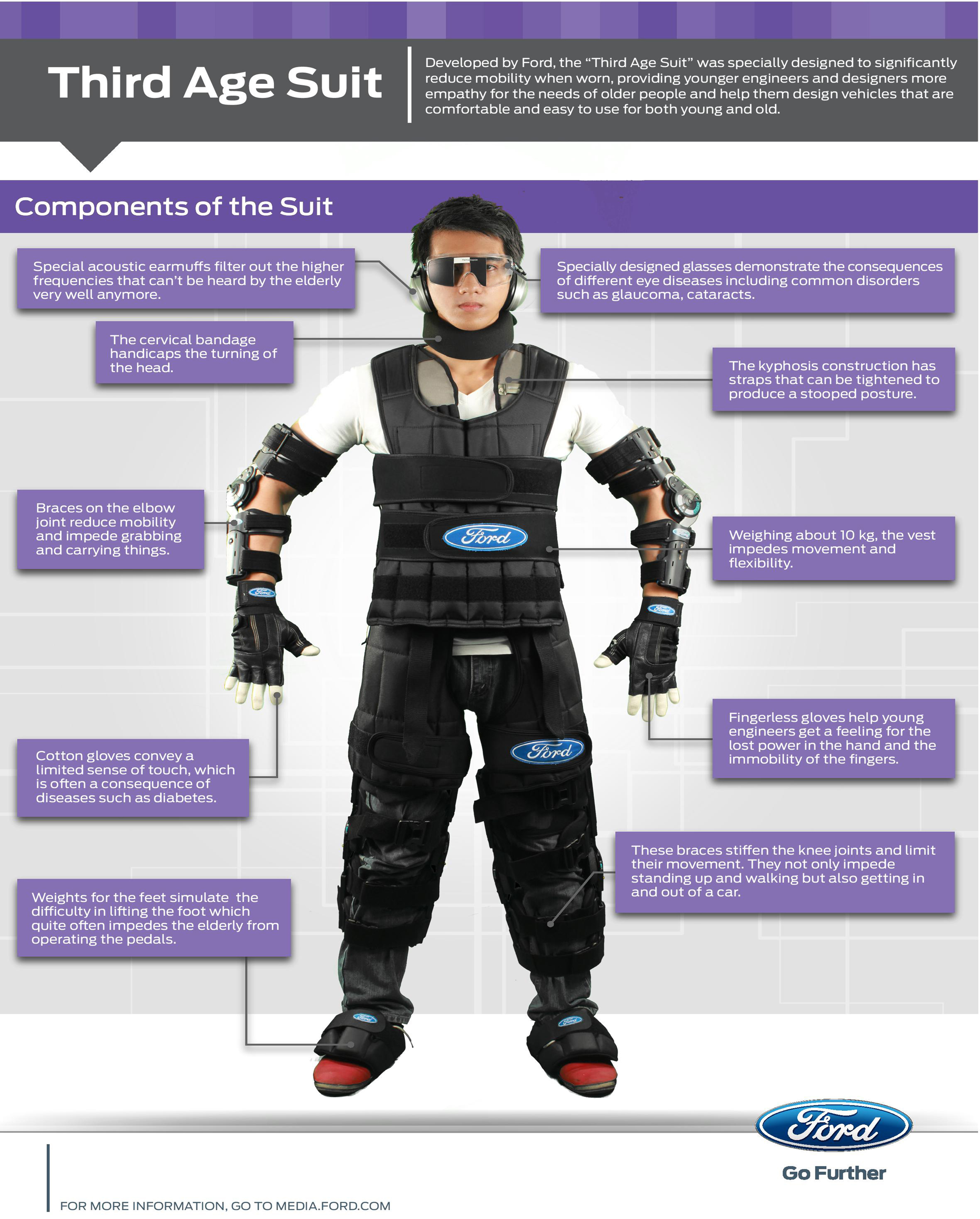
Prototip de Ford (2014).

Un vestit simulador d'envelliment o vestit simulador d'edat és un vestit pioner per simular les restriccions físiques de les persones grans. Els vestits d'envelliment van ser utilitzats per primera vegada pel fabricant d'automòbils japonès Nissan a principis del segle xxi, ja que el Japó té una gran població d'edat avançada.
El Massachusetts Institute of Technology (MIT) va dissenyar un simulador anomenat AGNES, que ha estat utilitzat en investigacions per empreses com Siemens, Daimler o General Mills. Estan fets de materials que restringeixen el moviment dels genolls, els colzes, l'esquena i el coll, i s'incorpora l'ús de guants per a reduir el sentit del tacte i ulleres per a simular la visió borrosa. Els vestits es centren en l'estudi i la resolució de la condició física de la gent gran, com ara mal equilibri, rigidesa articular (dificultat per caminar, mal d'esquena, problemes per aixecar els braços...), pèrdua de visió o sobrepès. Aquests vestits també són àmpliament utilitzats per Ford i van tenir un paper important en el desenvolupament del seu Ford Focus.
A Mèxic, el vestit simulador d'envelliment va ser reorientat com a mètode d'entrenament gerontològic per la dissenyadora Annika Maya Rivero. Al tractar-se d'un simulador en primera persona, els usuaris perceben de primera mà les limitacions físiques del subjecte, millorant-ne l'empatia i ajudant a corregir prejudicis i microdiscriminacions. El simulador, com altres eines de gerontodisseny, també pot ser destinat a altres objectius, com el treball amb dones embarassades o persones amb mobilitat reduïda.